# Club de los Ornitólogos Británicos
El Club de los Ornitólogos Británicos (BOC) se fundó en 1892 para promover la discusión entre ornitólogos y producir un periódico, su Boletín que se ha publicado continuamente desde ese año. 
Los objetivos del Club son la promoción de discusión científica entre los miembros de los BOU y otros interesados en la ornitología, y para facilitar la diseminación de la información científica relacionada con la ornitología. El club tiene un interés especial en el sistemática de las aves, taxonomía y distribución geográfica. 
El club se fundó a una reunión de 15 miembros de la Unión de los Ornitólogos británicos (BOU) el 5 de octubre de 1892. El Philip Lutley Sclater era designado como el primer Presidente y Richard Bowdler Sharpe era designado como editor del Boletín. 